# Argyrochira
Argyrochira is een vliegengeslacht uit de familie van de roofvliegen (Asilidae).

## Soorten
- A. bactriana Richter, 1968